# シリアゲアリ属

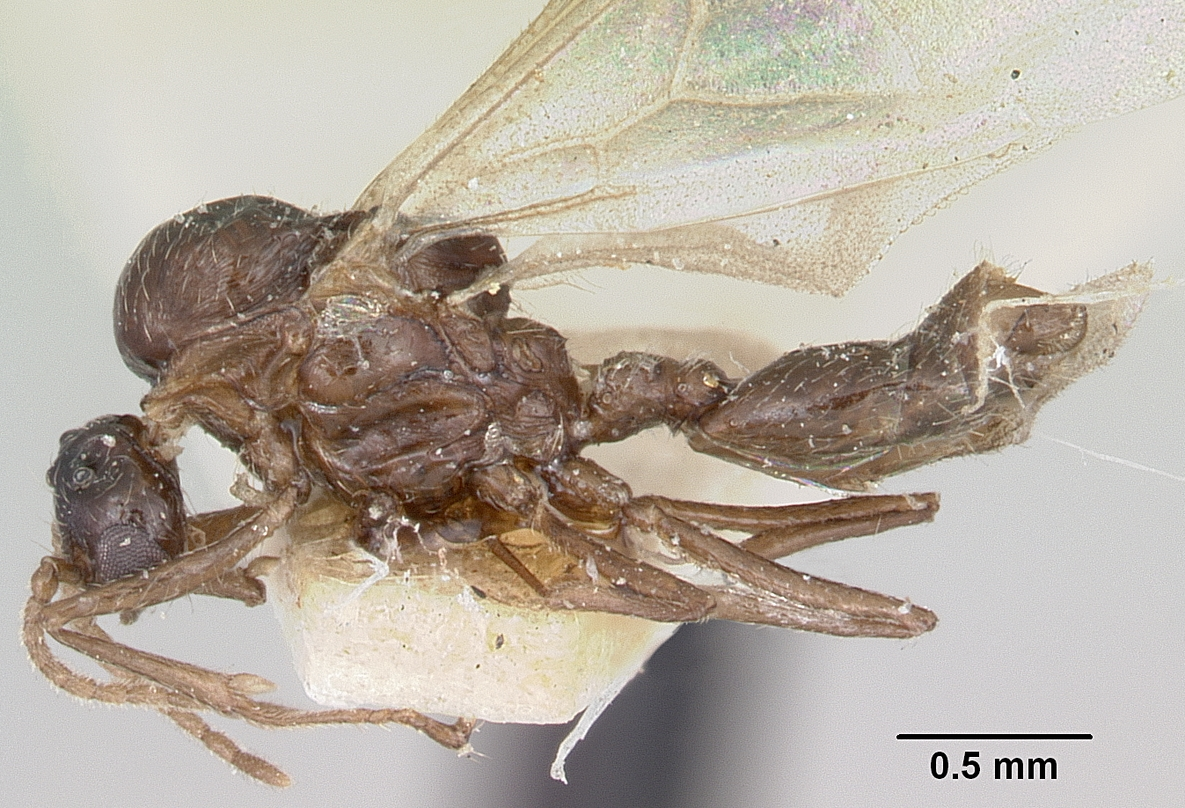
C.デゲリのオス

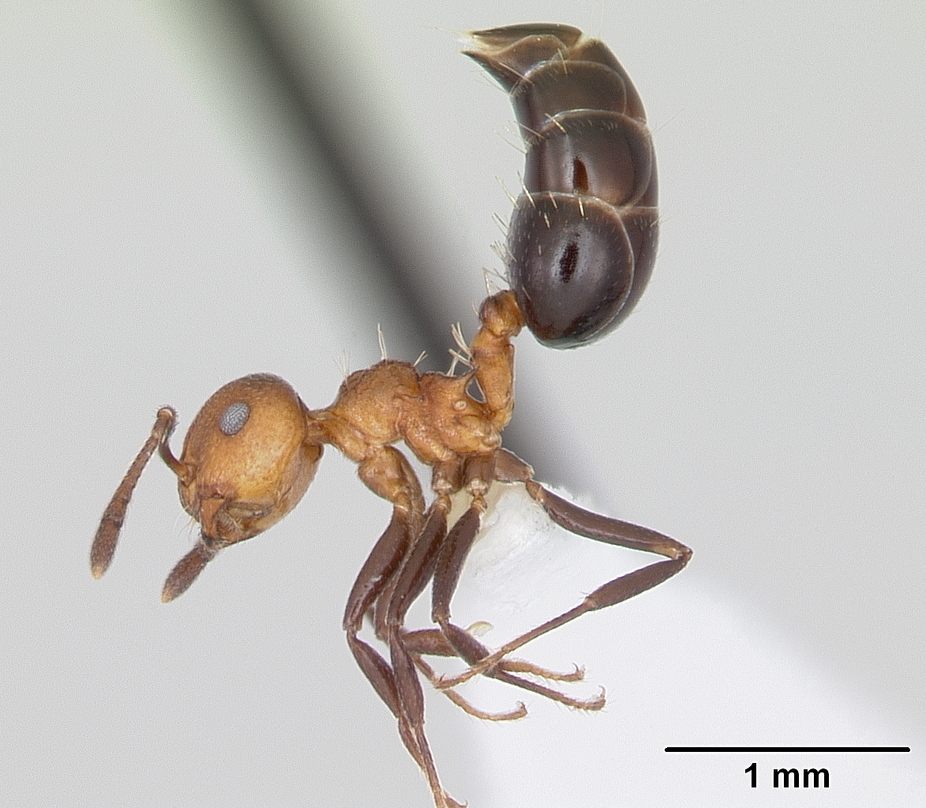
コルチチコラの働きアリ

シリアゲアリ属（シリアゲアリぞく、Crematogaster）は、生態学的に多様なアリ属で、キイロシリアゲアリ亜属やシリアゲアリ亜属などが属する。
世界中に生息し、特徴的なハート型の腹部（腹アリ）を持つことから、セント・ヴァレンタイン・アント（聖バレンタイン・アリ）という通称がある。